# ROSAT

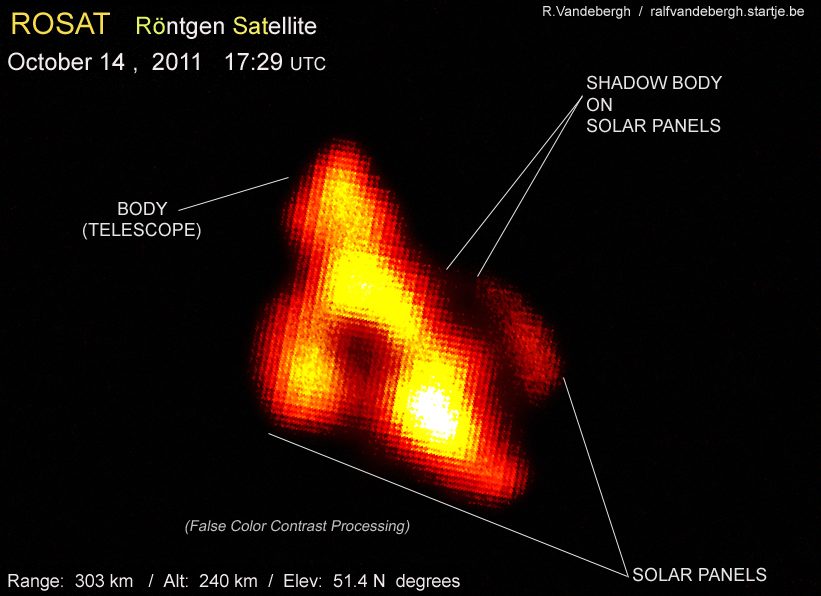
Una delle ultime immagini del ROSAT prima del suo rientro

ROSAT (abbreviazione di Röntgensatellit) era un satellite artificiale tedesco per lo studio dei raggi X, rientrato sulla terra il 23 ottobre 2011 nell'oceano Indiano.

## Storia
Il satellite prese il nome in onore di Wilhelm Röntgen, lo scopritore dei raggi X. Fu lanciato il 1º giugno 1990 con un razzo Delta II da Cape Canaveral e rimase operativo fino al 12 febbraio 1999. La sua missione era di scandagliare l'universo, grazie ai suoi sensori, nelle bande spettrali dei raggi X e dell'ultravioletto estremo, per un periodo stimato di 18 mesi; in realtà la sua operativita durò ben otto anni.
Nei seguenti 12 anni, l'orbita del satellite è variata dagli iniziali 580 chilometri a 270 chilometri, per effetto della resistenza atmosferica. Ne è stato previsto il rientro negli ultimi giorni di ottobre 2011. In realtà il rientro è stato il 23 ottobre nel mezzo dell'oceano Indiano.
Il satellite ha un peso di 2400 chilogrammi, ed è rivestito da materiale refrattario, in vetro e ceramica. Ciò potrebbe rallentare la combustione del satellite nell'attraversamento dell'atmosfera terrestre, così, anche se inizialmente si era pensato che nessuna sua parte avrebbe potuto sopravvivere al rientro, ora sembra più probabile che alcuni pezzi, pesanti anche 400 kg, possano raggiungere il suolo.

## Ipotesi di sabotaggio
Il satellite ha avuto un'avaria il 25 aprile 1998, quando il puntatore stellare iniziò a surriscaldarsi. Ciò fu subito risolto, ma causò un'operatività del satellite dimezzata.
Cinque mesi più tardi, ovvero il 20 settembre, uno dei volani iniziò a roteare più velocemente del previsto, causando un'avaria generale al sistema di controllo del satellite.
Quest'ultimo incidente fu inizialmente attribuito come conseguenza di quello di aprile, ma in seguito, precisamente nel 2008, un'ulteriore analisi sostenne un probabile attacco al Goddard Space Flight Center da parte di soggetti dediti allo spionaggio di provenienza russa.

## Risultati più importanti
- Survey completa del cielo a raggi X, con più di 150000 oggetti
- Rivelazione di pulsazioni X in Geminga.
- Rivelazione di stelle di neutroni isolate.
- Scoperta di emissione a raggi X dalle comete.